# Bjärken (Tjärstads socken, Östergötland)
Bjärken är en sjö i Kinda kommun i Östergötland och ingår i Motala ströms huvudavrinningsområde. Sjön har en area på 0,0993 kvadratkilometer och ligger 103 meter över havet.

## Delavrinningsområde
Bjärken ingår i det delavrinningsområde (644700-149745) som SMHI kallar för Inloppet i Ämmern. Medelhöjden är 123 meter över havet och ytan är 5,9 kvadratkilometer. Räknas de 2 avrinningsområdena uppströms in blir den ackumulerade arean 63,3 kvadratkilometer. Vattendraget som avvattnar avrinningsområdet har biflödesordning 3, vilket innebär att vattnet flödar genom totalt 3 vattendrag innan det når havet efter 133 kilometer. Avrinningsområdet består mestadels av skog (57 procent) och jordbruk (32 procent). Avrinningsområdet har 0,1 kvadratkilometer vattenytor vilket ger det en sjöprocent på 1,6 procent.